# Französische Frauen-Handballnationalmannschaft (Juniorinnen)
Die französische Frauen-Handballnationalmannschaft (Juniorinnen) ist die Nationalauswahl Frankreichs für Nachwuchsspielerinnen der Altersklasse Junioren.

## DefinitionJuniorinnenundJugend
Die Juniorenauswahl steht altersmäßig zwischen der Jugendauswahl und der A-Nationalmannschaft.
Da sich die Leistungsfähigkeit von Sportlern altersabhängig unterscheidet, wird eine Klasseneinteilung vorgenommen.
Unterhalb der Erwachsenenklasse Senioren werden die Sportlerinnen abhängig vom Geburtsjahr Altersklassen zugeteilt. Im deutschen Sprachraum wird dabei der Buchstabe U (steht für unter) vor das jeweilige Alter gesetzt. Die Junioren und Jugend genannten Sportlerinnen treten in den Altersklassen U 20 (unter 20 Jahren) und U 19 (unter 19 Jahren) an. Da für die Einteilung das Geburtsjahr ausschlaggebend ist, können die Sportlerinnen ihre Klassenzugehörigkeit während einer Saison beibehalten.
Beispiele: An den U-20-Wettbewerben im Jahr 2018 durften Spielerinnen der Geburtsjahrgänge 1997 und 1998 teilnehmen. An den U-19-Wettbewerben des Jahres 2018 durften Spielerinnen der Geburtsjahrgänge 1999 und 2000 teilnehmen.
Da die Altersklassen jeweils nur zwei Jahre behalten werden, ist die Fluktuation weit größer als bei den Erwachsenenauswahlen.

## Wettbewerbe

### Weltmeisterschaft der Juniorinnen (U 20)
Die U-20-Weltmeisterschaften werden seit 1977 grundsätzlich alle zwei Jahre ausgetragen.
Die französische Auswahl nahm mit nachstehend aufgeführten Ergebnissen teil:
| 1977 | Rumänien            | 14                                                | 13.                                               | – |                                                   |                                                   |
| 1979 | Jugoslawien         | 13                                                | 06.                                               | – |                                                   |                                                   |
| 1981 | Kanada              | 11                                                | 07.                                               | – |                                                   |                                                   |
| 1983 | Frankreich          | 16                                                | 08.                                               | – |                                                   |                                                   |
| 1985 | Sowjetunion         | 15                                                | 10                                                | – |                                                   |                                                   |
| 1987 | Sowjetunion         | 15                                                | 09.                                               | – |                                                   |                                                   |
| 1989 | Sowjetunion         | 15                                                | nicht teilgenommen                                | nicht teilgenommen                                                                                         |                                                   |                                                   |
| 1991 | Frankreich          | 17                                                | 12.                                               | – |                                                   |                                                   |
| 1993 | Bulgarien           | 16                                                | nicht teilgenommen                                | nicht teilgenommen                                                                                         |                                                   |                                                   |
| 1995 | Brasilien           | 20                                                | 05.                                               | – |                                                   |                                                   |
| 1997 | Elfenbeinküste      | 17                                                | 09.                                               | – |                                                   |                                                   |
| 1999 | Volksrepublik China | 20                                                | nicht teilgenommen                                | nicht teilgenommen                                                                                         |                                                   |                                                   |
| 2001 | Ungarn              | 20                                                | nicht teilgenommen                                | nicht teilgenommen                                                                                         |                                                   |                                                   |
| 2003 | Mazedonien          | 20                                                | nicht teilgenommen                                | nicht teilgenommen                                                                                         |                                                   |                                                   |
| 2005 | Tschechien          | 20                                                | 17.                                               | – |                                                   |                                                   |
| 2008 | Mazedonien          | 20                                                | 07.                                               | – |                                                   |                                                   |
| 2010 | Südkorea            | 24                                                | 13.                                               | – |                                                   |                                                   |
| 2012 | Tschechien          | 24                                                | 02.                                               | Laura Glauser und Pauline Coatanea wurden in das All-Star Team gewählt.                                    |                                                   |                                                   |
| 2014 | Kroatien            | 24                                                | 05.                                               | – |                                                   |                                                   |
| 2016 | Russland            | 24                                                | 13.                                               | – |                                                   |                                                   |
| 2018 | Ungarn              | 23                                                | 07.                                               | – |                                                   |                                                   |
| 2020 | Rumänien            | Das Turnier fiel wegen der COVID-19-Pandemie aus. | Das Turnier fiel wegen der COVID-19-Pandemie aus. | Das Turnier fiel wegen der COVID-19-Pandemie aus.                                                          | Das Turnier fiel wegen der COVID-19-Pandemie aus. | Das Turnier fiel wegen der COVID-19-Pandemie aus. |
| 2022 | Slowenien           | 32                                                | 13.                                               | – |                                                   |                                                   |
| 2024 | Nordmazedonien      | 32                                                | 01.                                               | Manon Errard und Lilou Pintat wurden in das All-Star Team gewählt. Lylou Borg wurde als MVP ausgezeichnet. |                                                   |                                                   |

### Europameisterschaft der Juniorinnen (U 19)
Die U-19-Europameisterschaften werden seit 1996 grundsätzlich alle zwei Jahre ausgetragen.
Die französische Auswahl nahm mit nachstehend aufgeführten Ergebnissen teil:
| Jahr | Ort         | Teams | Platz | Anmerkungen                                                           |
| ---- | ----------- | ----- | ----- | --------------------------------------------------------------------- |
| 1996 | Polen       | 12    | 05.   | –                                                                     |
| 1998 | Slowakei    | 12    | 08.   | –                                                                     |
| 2000 | Frankreich  | 12    | 11.   | –                                                                     |
| 2002 | Finnland    | 12    | 05.   | –                                                                     |
| 2004 | Tschechien  | 16    | 04.   | –                                                                     |
| 2007 | Türkei      | 16    | 05.   | –                                                                     |
| 2009 | Ungarn      | 16    | 05.   | –                                                                     |
| 2011 | Niederlande | 16    | 10.   | –                                                                     |
| 2013 | Dänemark    | 16    | 07.   | –                                                                     |
| 2015 | Spanien     | 16    | 09.   | –                                                                     |
| 2017 | Slowenien   | 16    | 01.   | Jannela Blonbou wurde in das All-Star Team gewählt.                   |
| 2019 | Ungarn      | 16    | 08.   | –                                                                     |
| 2021 | Slowenien   | 16    | 03.   | Sarah Bouktit und Léna Grandveau wurden in das All-Star Team gewählt. |
| 2023 | Rumänien    | 16    | 06.   | Fatou Karamoko wurde als beste Abwehrspielerin ausgezeichnet.         |
| 2025 | Montenegro  | 24    | 05.   | Blandine Gros wurde in das All-Star Team gewählt.                     |